# Philip Major
Philip Major (ur. 8 grudnia 1988 roku w Ottawie) – kanadyjski kierowca wyścigowy.

## Kariera
Major rozpoczął karierę w międzynarodowych wyścigach samochodowych w 2005 roku od startów w Honda Michelin Challenge. Z dorobkiem 138 punktów uplasował się na jedenastej pozycji w klasyfikacji generalnej. W późniejszych latach Kanadyjczyk pojawiał się także w stawce Światowego Finału Formuły BMW, Skip Barber National Championship, Amerykańskiej Formuły BMW, Brytyjskiej Formuły 3 oraz Indy Lights.